# Hotel New Otani Tokyo Tower
L'Hotel New Otani Tokyo Tower (ホテルニューオタニ) est un gratte-ciel construit à Tokyo en 1974 dans l'arrondissement de Chiyoda-ku.
Il abrite un hôtel de la chaine New Otani Hotels sur 40 étages pour une hauteur de 144.5 mètres
A son achèvement c'était le plus haut et le plus grand gratte-ciel du Japon, et c'est en 2017 l'un des plus anciens du pays.
La surface de plancher est de 88 600 m².
L'architecte est le géant japonais du BTP Taisei Corporation.
Il fait partie d'un complexe qui comprend deux autres bâtiments qui servent également d'hôtel ; 
- L'Hotel Otani Main Building, haut de 68 mètres, construit en 1964
- The Garden Court, haut de 127 mètres, construit en 1991